# مونیکا بیرلادانو
مونیکا بیرلادانو (رومانیایی: Monica Bîrlădeanu؛ زادهٔ ۱۲ دسامبر ۱۹۷۸) بازیگر و مدل اهل رومانی است.
از فیلم‌ها یا برنامه‌های تلویزیونی که وی در آن نقش داشته‌است، می‌توان به لاست، مرگ آقای لازارسکو، دومین فرمانده، جراحی پلاستیک، سی‌اس‌آی و نزدیک‌تر به ماه اشاره کرد.